# آرنولدو موندادوری ادیتوره
آرنولدو موندادوری ادیتوره (انگلیسی: Arnoldo Mondadori Editore) شرکت رسانه‌ای ایتالیایی است، که در سال ۱۹۰۷ تأسیس شد.